# Altenbeuern

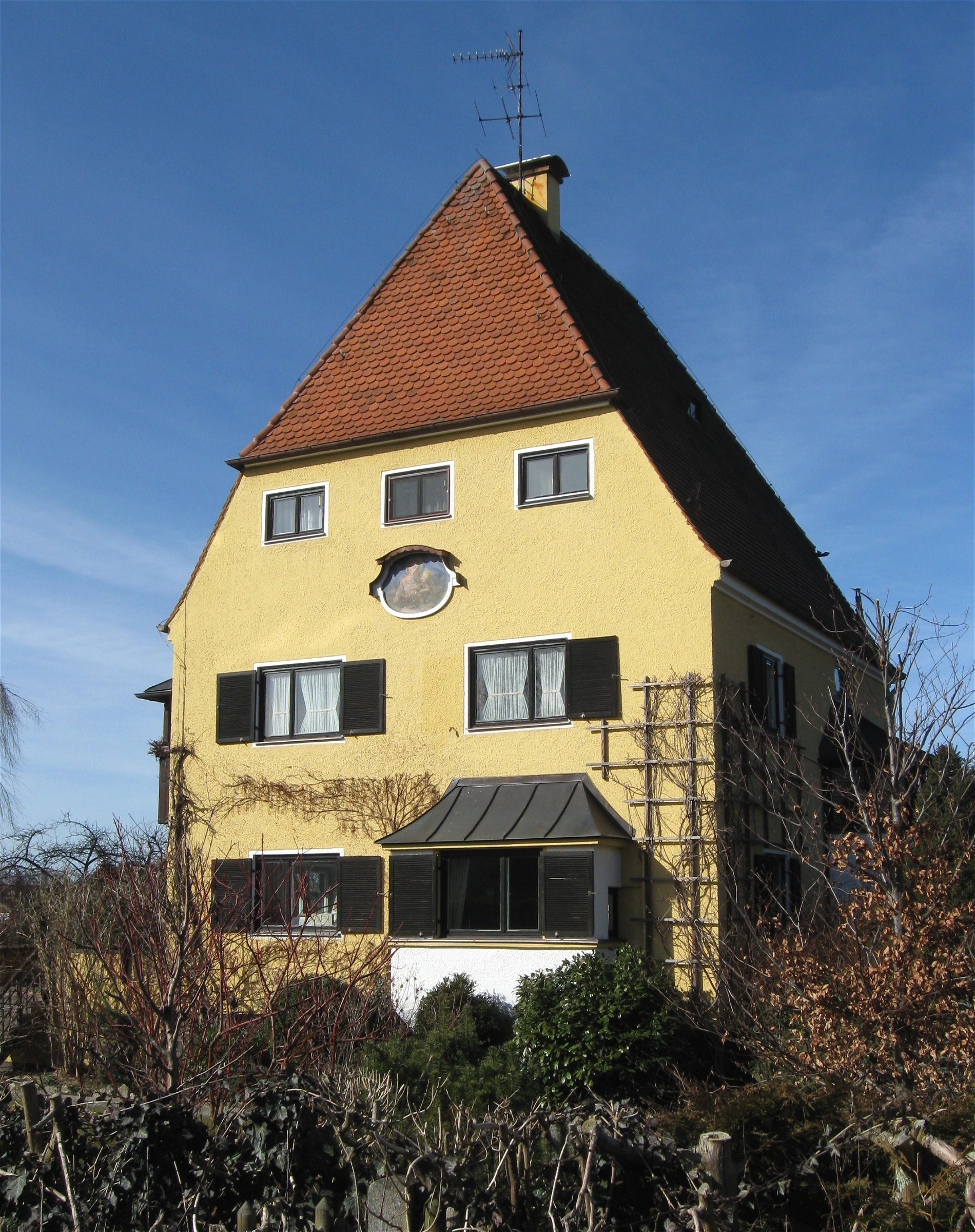
Haus Eichendorff in Altenbeuern

Altenbeuern ist ein bäuerlich geprägter Gemeindeteil und eine Gemarkung von Neubeuern im Landkreis Rosenheim. Das Dorf liegt rund einen Kilometer nordöstlich des Hauptorts.

## Geschichte
Im Jahre 788 wurde Altenbeuern in der Notitia Arnonis als „ad burones“ erwähnt. Die Burg Althaus war die erste Burg des Gemeindegebiets – als Entstehungszeit wird das Jahr 1130 angenommen.
Durch das Gemeindeedikt von 1818 wurde die Gemeinde Altbeuern mit den Orten Althaus, Anger, Angerl, Au (Mitterau, Niederau, Oberau), Entleiten, Freibichl, Fröschenthal, Heft, Hepfengraben, Hinterhör, Holzham, Langweid, Nockl, Oberpösnach, Pinswang, Saxenkam, Scheuern, Schlecht, Sollach, Sondert, Unterpösnach, Vordersteinberg, Wieslering und Winkl gegründet. Sie wurde 1970 nach Neubeuern eingemeindet.

## Sehenswürdigkeiten
Die Kirche Allerheiligste Dreifaltigkeit feierte im Jahr 1994 ihr 500-jähriges Bestehen. In der Kirche weisen drei Epitaphe auf den Reichtum und die Bedeutung der Neubeurer Schiffmeister hin. Obwohl die Darstellung der Heiligen Dreifaltigkeit in drei gleichen Personen seit 1628 verboten ist, ziert eine solche gotische Darstellung noch immer den Hochaltar. Um die Kirche befindet sich ein Friedhof mit einem Kriegerdenkmal, das von dem örtlichen Trachtenverein errichtet wurde.
Im Ort befinden sich zahlreiche denkmalgeschützte Anwesen.

## Persönlichkeiten
- Karl von Eichendorff (1863–1934), preußischer Oberstleutnant, Enkel Joseph von Eichendorffs. Nach ihm wurden das Eichendorff-Haus und die Eichendorffstraße benannt.
- Géza von Bolváry (1897–1961), ungarischer Schauspieler und Drehbuchautor
- Anton Kathrein junior (1951–2012), Unternehmer, führte die Kathrein-Werke, in Altenbeuern begraben